# Boezio (nome)
Boezio  è un nome proprio di persona italiano maschile.

## Varianti
- Maschili: Boesio[1]
- Femminili: Boezia[1], Boesia[1]

### Varianti in altre lingue
- Catalano: Boeci[2]
- Ceco: Boëthius
- Croato: Boetije
- Francese: Boèce
- Galiziano: Boecio
- Greco antico: Βοηθιος (Boethios)[1]
- Islandese: Boethíus
- Lituano: Boetijus
- Polacco: Boecjusz
- Portoghese: Boécio
- Rumeno: Boethius
- Serbo: Боетије (Boetije)
- Sloveno: Boetij
- Spagnolo: Boecio[2]
- Tedesco: Boethius

## Origine e diffusione

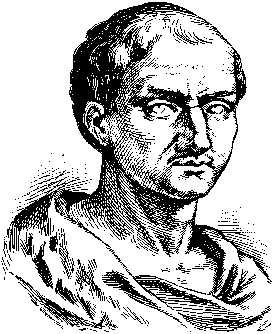
Severino Boezio

Nome ricordato principalmente per la figura di Severino Boezio, il filosofo che fu consigliere di Teodorico; il nome deriva dal greco βοήθεια (boḗtheia, "soccorso"), un composto di βοή (boḗ, "grido", "clamore", "rumore") e θέω (theíō, "correre"), e il suo significato può essere interpretato come "colui che accorre [in soccorso] nel clamore [della battaglia]".

## Onomastico
L'onomastico viene festeggiato il 23 ottobre in ricordo di san Severino Boezio, filosofo e martire.

## Persone
- Boezio di Dacia, filosofo danese
- Flavio Boezio, politico romano
- Manlio Boezio, politico romano
- Severino Boezio, filosofo e santo romano